# Stroteroides
Stroteroides is een geslacht van vlinders van de familie slakrupsvlinders (Limacodidae).

## Soorten
- S. albitibiata West, 1940
- S. nigrisignata Strand, 1913